# Gustav von Buddenbrock
Gustav Karl Leopold Freiherr von Buddenbrock (* 10. März 1810 in Lamgarben; † 31. März 1895 in Düsseldorf) war ein preußischer General der Infanterie.

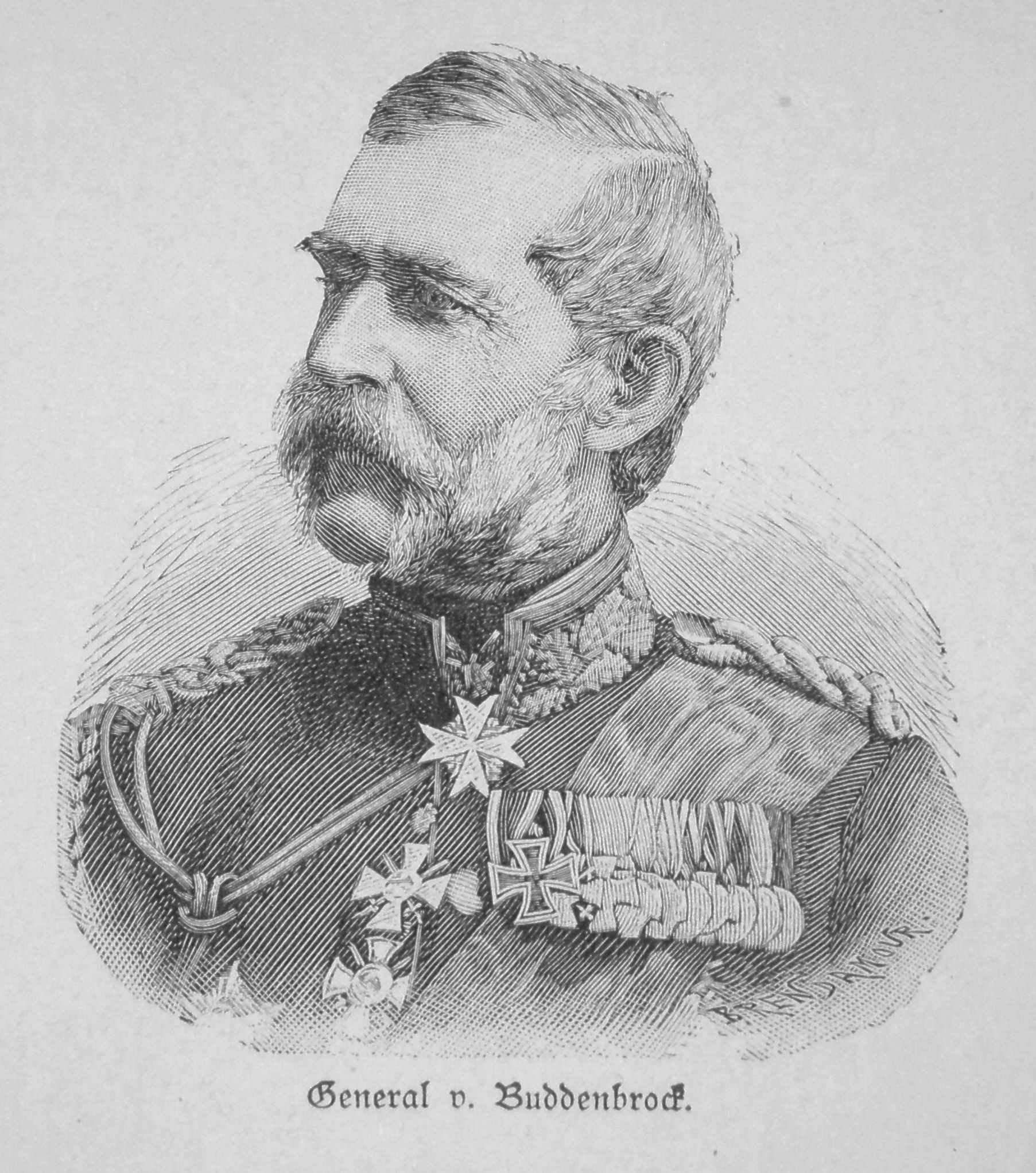
Gustav Freiherr von Buddenbrock

## Leben

### Herkunft
Seine Eltern waren der preußische Major Hans Leopold Freiherr von Buddenbrock (1783–1869) und dessen Ehefrau Sophie, geborene von Heister (1791–1868), eine Tochter des Generalleutnants Levin von Heister.

### Militärkarriere
Buddenbrock besuchte das Kadettenkorps und wurde 1827 als Sekondeleutnant dem 21. Infanterie-Regiment der Preußischen Armee überweisen. Ab 1838 war er dort als Adjutant tätig und wurde dabei 1848, inzwischen zum Divisionsadjutant aufgestiegen, bei den Einsätzen gegen die Aufstände in der Provinz Posen eingesetzt. 1853 erfolgte die Versetzung in den Generalstab und 1856, nach der Beförderung zum Major, ein Kommando beim 13. Infanterie-Regiment.
Den Krieg gegen Dänemark erlebte er 1864, inzwischen zum Oberst befördert, als Kommandeur des 5. Westfälischen Infanterie-Regiments Nr. 53. Er war beteiligt am Sturm auf die Düppeler Schanzen und führte hierbei die 4. Sturmkolonne. Für die erfolgreiche Erstürmung erhielt er den Orden Pour le Mérite. Noch während des Krieges wurde er zum Kommandeur der 28. Infanterie-Brigade ernannt, die er in der Schlacht von Alsen führte.
Nach dem Krieg wechselte Buddenbrock zur 4. Infanterie-Brigade in Danzig. Mit dieser nahm er 1866 am Preußisch-Österreichischen Krieg teil. Hier kämpfte er am 27. Juni 1866, inzwischen zum Generalmajor befördert, in der Schlacht bei Trautenau als Teil der 1. Division. Er selbst führte den verlustreichen, aber letztlich erfolgreichen Angriff von insgesamt acht Bataillonen gegen den rechten Flügel der Österreicher in den Hügeln hinter der Stadt Trautenau. Diese Stellung musste er aber am Abend wegen heftiger Angriffe der Österreicher wieder räumen. Bei diesen Kämpfen fielen insgesamt ca. 1.000 Preußen und über 4.700 Österreicher.
Am 26. Januar 1867 wurde Buddenbrock zum Generalleutnant befördert und zum Kommandeur der 6. Division ernannt. Im Krieg gegen Frankreich führte er 1870/71 diese Division als Teil des III. Armee-Korps bei der II. Armee. Dort nahm seine Großverband zusammen mit der 5. Division an der Schlacht von Mars-la-Tour teil. Buddenbrock konnte hierbei die Ortschaft Vionville erobern und damit die Verbindung zur 5. Division herstellen, was eine geschlossene preußische Stellung bedeutete. Diese Position hielt er den ganzen Nachmittag über auch gegen den Angriff des gesamten französischen 6. Korps. Hierbei kam es zum berühmten „Todesritt der Brigade Bredow“. An diesem Tag verlor seine 6. Division 159 Offiziere und 3.412 Soldaten.
Nach der Schlacht beteiligte er sich an der Belagerung von Metz und später noch an der Schlacht bei Le Mans. Für die Verdienste im Krieg erhielt er das Eiserne Kreuz I. Klasse und das Eichenlaub zum Pour le Mérite. Nach dem Krieg wurde er am 18. August 1871 zum Gouverneur von Königsberg ernannt. In Anerkennung seiner Leistungen während des Krieges gegen Frankreich wurde Buddenbrock am 22. März 1872 mit einer Dotation in Höhe von 40000 Talern bedacht. Unter Verleihung des Charakters als General der Infanterie sowie des Roten Adlerordens I. Klasse mit Eichenlaub und Schwertern wurde er am 10. August 1872 mit Pension zur Disposition gestellt.
In nachmaliger Anerkennung seiner Verdienste erhielt Buddenbrock am 10. Juli 1879 das Großkomtur des Königlichen Hausordens von Hohenzollern. Er war Rechtsritter des Johanniterordens.